# Luis Rodrigo Sáez
Luis Ricardo Rodrigo Sáez (Vitoria, 1944) es un médico y científico español, Catedrático Emérito de Medicina por la Universidad de Oviedo, especialista en aparato digestivo. Asimismo, es Académico Correspondiente de la Real Academia Nacional de Medicina y Académico de Número de la Real Academia de Medicina del Principado de Asturias.
Ha sido elegido por cinco años consecutivos el profesional de la salud más valorado de España dentro de la categoría de aparato digestivo (años 2016, 2017, 2018, 2019, 2020 y 2021), en la segunda, tercera, cuarta, quinta, sexta y séptima edición de los premios Doctoralia Awards.
Luis Rodrigo Sáez es uno de los pioneros en el reconocimiento de casos de personas con anticuerpos negativos para enfermedad celíaca cuyos síntomas mejoran con la retirada estricta del gluten de la dieta, años antes de que la comunidad científica, tras no poca polémica, reconociera oficialmente la existencia de la sensibilidad al gluten no celíaca en 2010, entidad que fue descrita por primera vez en la década de 1980.
Asimismo, es pionero a nivel mundial en el estudio de la asociación entre la sensibilidad al gluten no celíaca y la fibromialgia, con la publicación en agosto de 2014 de la primera serie de casos de pacientes que experimentaron una clara mejoría de los síntomas de la fibromialgia mediante la dieta sin gluten.
En 2015 documentó el primer caso en el mundo de remisión de los síntomas del síndrome de Tourette, tanto de los tics como del trastorno obsesivo-compulsivo asociado, únicamente mediante la dieta sin gluten, y en 2018, la primera serie de pacientes.
Es autor de la Guía Clínica sobre Enfermedad Celíaca del Ministerio de Sanidad de España.

## Trayectoria profesional
Cursó sus Estudios de Licenciatura en la Facultad de Medicina de la Universidad Complutense de Madrid entre los años 1961-1.967. Realizó la especialidad de aparato digestivo por el sistema MIR durante los años 1968 a 1971, en la Clínica Puerta de Hierro de Madrid. Entre 1976 y 1996 desempeñó el cargo de Jefe de Sección de Aparato Digestivo en el Hospital Ntra. Sra. de Covadonga de Oviedo. Desde 1972 hasta 1976, desempeñó el cargo de médico adjunto del Servicio de Medicina Interna del Hospital “Ntra. Sra. de Covadonga” en Oviedo, ocupándose de los pacientes de aparato digestivo e introduciendo dicha especialidad en dicho Hospital. En 1.975 leyó su tesis doctoral en la Facultad de Medicina de la Universidad de Oviedo, obteniendo la calificación de “Sobresaliente cum Laude” por unanimidad. Desde el año 1976  hasta 1996 desempeñó el cargo de Jefe de Sección de Aparato Digestivo en el Hospital Ntra. Sra. de Covadonga de Oviedo. En 1996 fue nombrado Jefe de Servicio de Digestivo del Hospital Universitario Central de Asturias (HUCA), cargo que desempeñó hasta su jubilación de la sanidad pública en septiembre de 2014. Actualmente, continúa en activo en su Consulta Privada en Oviedo.
Entre los  años 1983 y 2010 ejerció como profesor titular numerario de Patología y Clínica Médicas en la Facultad de Medicina de Oviedo, impartiendo la enseñanza teórico-práctica pregraduada de aparato digestivo.
En octubre de 2010 fue nombrado Catedrático de Medicina de la Universidad de Oviedo. Desde septiembre de 2014 es catedrático Emérito.  En 2016 fue editor jefe de la Revista Española de Enfermedades Digestivas.
A lo largo de su trayectoria profesional y académica  ha dirigido 40 tesis doctorales y 30 tesinas de licenciatura y ha presentado 523 comunicaciones orales en diversos congresos médicos, tanto nacionales como internacionales.

## Estudios de investigación
Luis Rodrigo Sáez ha participado como investigador principal y colaborador en un total de 48 ensayos clínicos, aleatorizados y doble-ciego, destinados a evaluar el efecto de determinados   fármacos en diversos procesos digestivos. Sus líneas de investigación incluyen el tratamiento y control de la hepatitis crónica por el virus C (VCH) ; el estudio comparativo de diversos tratamientos en el control de la enfermedad inflamatoria intestinal (Crohn y colitis ulcerosa); la eficacia de los diversos tratamientos erradicadores en la infección por el Helicobacter Pylori; y la enfermedad celiaca y la sensibilidad al gluten no celiaca y su implicación en diversos procesos autoinmunes y manifestaciones extra-digestivas relacionadas.
Es pionero a nivel mundial en el estudio de la asociación entre la sensibilidad al gluten no celíaca y algunos casos de  fibromialgia. En agosto de 2014, Luis Rodrigo Sáez y colaboradores documentaron, por primera vez en el mundo, una serie de casos de clara mejoría de los síntomas de la fibromialgia mediante la dieta sin gluten en personas con pruebas negativas para enfermedad celiaca, que han servido como punto de partida para establecer la hipótesis de la relación entre el consumo de gluten y algunos casos de fibromialgia. En noviembre de ese mismo año se publicó un segundo trabajo en la misma línea y con similares conclusiones, corroborando los hallazgos del Luis Rodrigo y colaboradores, esta vez a cargo de otro científico español, el reumatólogo Carlos Isasi Zaragozá.
En 2015, Rodrigo y colaboradores documentaron el primer caso en el mundo de remisión completa de los síntomas del síndrome de Tourette, tanto de los tics como del trastorno obsesivo-compulsivo (TOC) asociado, únicamente mediante la dieta sin gluten y sin tratamientos farmacológicos. La paciente no mostraba síntomas digestivos apreciables  ni cumplía criterios para el diagnóstico de enfermedad celíaca. En 2018, este mismo investigador publicó la primera serie de pacientes, incluyendo niños y adultos, en los que se produjo una clara mejoría tanto de los tics como del TOC tras un año de dieta sin gluten y constató que los síntomas reaparecieron o empeoraron como consecuencia de contaminaciones accidentales con gluten, remitiendo tras varios días o incluso semanas una vez retomada la dieta sin gluten estricta.

## Publicaciones científicas
Luis Rodrigo Sáez es autor de un total de 582 artículos científicos,  de los cuales 300 han sido publicados en revistas internacionales de habla inglesa. Ha escrito 55 capítulos en libros de gastroenterología y monografías.
En 2010, redactó la Guía Clínica sobre Enfermedad Celiaca del Ministerio de Sanidad de España.

## Méritos académicos, premios y reconocimientos
En 1996, Luis Rodrigo Sáez fue nombrado Académico Numerario de la Real Academia de Medicina de Oviedo. Desde 1999, es Académico Correspondiente de la Real Academia Nacional de Medicina. En 2014 fue nombrado Catedrático Emérito de Medicina por la Universidad de Oviedo.
Luis Rodrigo Sáez ocupa actualmente el primer puesto entre los científicos más destacados de Asturias en la categoría de  Ciencias de la Salud, con un índice H de 51.
Asimismo, ha sido elegido como el profesional de la salud más valorado de España de los años 2016, 2017, 2018, 2019, 2020 y 2021 dentro de la categoría de aparato digestivo, correspondientes a segunda, tercera, cuarta, quinta, sexta y séptima ediciones, respectivamente, de los premios Doctoralia Awards.  En la primera edición de estos premios (año 2015) fue finalista de su especialidad.
En la base de investigadores internacional ResearchGate se resume una aportación de 1.135 trabajos de investigación, habiendo recibido 56.151 lecturas de sus trabajos, con un total de 11.239 citas (ResearchGate.net). En la base de datos bibliográfica “PubMed” organizada por la Biblioteca Nacional Americana, figura actualmente con un total de 413 publicaciones científicas en Inglés.